# Chris Isaak
 (juin 2025).
Si vous disposez d'ouvrages ou d'articles de référence ou si vous connaissez des sites web de qualité traitant du thème abordé ici, merci de compléter l'article en donnant les références utiles à sa vérifiabilité et en les liant à la section « Notes et références ».
Pour les articles homonymes, voir Chris et Isaac (homonymie).
Christopher Isaak, dit Chris Isaak, est un chanteur, guitariste, auteur-compositeur-interprète et acteur américain, né le 26 juin 1956 à Stockton (Californie).

## Biographie
Christopher Joseph Isaak naît le 26 juin 1956 à Stockton, en Californie.
Isaak fonde son groupe en 1981 avec James Calvin Wilsey (guitare), Kenney Dale Johnson (batterie) et Rowland Salley (en) (basse). Chris Isaak a signé un contrat avec la Warner Bros. Records en 1984 pour son premier album Silvertone. Ce contrat a été renouvelé en 1988 quand Warner l'a transféré sur leur label Reprise Records.
Ses titres les plus connus en France sont : Blue Hotel et Wicked Game. Ce dernier titre, issu de l'album Heart Shaped World sorti en 1989, est un succès planétaire en 1991 et relance la carrière de Chris Isaak. En 1989, Heart Shaped World est un échec (comme les deux premiers albums), mais une version instrumentale de Wicked Game est créée pour le film Sailor et Lula de David Lynch, qui est un fan du chanteur. Après avoir vu le film plusieurs fois en ayant apprécié ce morceau instrumental, l'animateur d'une station radio d'Atlanta est le premier à diffuser la version complète ; quatre mois plus tard, le titre est diffusé sur les principales radios et se place parmi les dix meilleures ventes américaines. Le clip de cette chanson a été réalisé par Herb Ritts et a connu un grand succès sur MTV et VH1. Réalisé entièrement en noir et blanc, il fait intervenir Chris Isaak et le top model Helena Christensen s'enlaçant sur une plage et se murmurant mutuellement à l'oreille.
En 1990, People Magazine le cite parmi les 50 personnalités les plus sexy du monde.
En 1995, lors de la cérémonie de remise des prix des MTV awards où il remet le prix du meilleur baiser de cinéma de l'année, il embrasse de force la comédienne Cameron Diaz en s'exclamant :"Je savais bien que tu céderais". Ce baiser forcé est passé rapidement dans l'oubli en 1995 mais depuis l'émergence du mouvement "Metoo", la vidéo de ce baiser non consenti ressort régulièrement dans les medias.
En 1999, le titre Baby Did a Bad Bad Thing est utilisé par Stanley Kubrick dans son dernier film Eyes Wide Shut, avec Tom Cruise et Nicole Kidman. Un clip avec le top model Laetitia Casta a d'ailleurs été réalisé par Herb Ritts, collaborant avec Chris Isaak pour la seconde fois depuis Wicked Game.
Chris Isaak a également composé le thème d'une émission de variétés américaine : The Late Late Show with Craig Kilborn (en).
En 2001, Chris Isaak a participé à sa propre émission de télévision, The Chris Isaak Show, diffusée aux États-Unis de mars 2001 à mars 2004 sur le câble. Cette comédie adulte fait intervenir Chris Isaak et son groupe dans leur propre rôle et est basée sur l'envers du décor de sa vie de rockstar.
En 2004, son titre Life Will Go On apparaît sur la bande originale du film Esprit libre (Chasing Liberty) avec Mandy Moore et Matthew Goode.
Chris Isaak a également joué dans de nombreux films, la plupart du temps dans de petites apparitions mais il a notamment participé en 1993 au film Little Buddha de Bernardo Bertolucci avec Keanu Reeves et Bridget Fonda  dans un rôle majeur sur le film et a joué un rôle majeur dans le film Twin Peaks: Fire Walk with Me de David Lynch. Ses autres rôles incluent en particulier Veuve mais pas trop (1988) avec Michelle Pfeiffer, Le Silence des agneaux (1991), That Thing You Do! (1996), et  A Dirty Shame (2004). Il est également apparu dans la série Friends et dans la mini-série De la Terre à la Lune diffusée sur HBO.
En 2011, il sort un album de reprises intitulé Beyond The Sun, comprenant vingt-cinq titres des premières heures du rock'n'roll sortis sur le label Sun Records, dont Great Balls of Fire, Oh, Pretty Woman, Can't Help Falling in Love et plusieurs titres de Johnny Cash. L'album rend hommage aux disques « avec lesquels Chris Isaak a grandi ». Chris Isaak confirme avec cet album un élément constant de sa carrière : sa préférence pour le rock'n'roll plutôt que pour la pop.
En 2014, Chris Isaak prête sa voix pour la série Over the Garden Wall. Dans le second épisode intitulé Hard Times at the Huskin' Bee, il incarne l'entité Enoch supervisant la communauté paysanne de Pottsfield. À cette occasion, il interprète la chanson Patient is the Night.
En 2015, Chris Isaak enregistre son nouvel album à Nashville, un opus de chansons originales intitulé First Comes The Night et qui sort le 23 octobre en Australie, puis le 13 novembre aux États-Unis et Canada. Une version Deluxe de cet album est également disponible et intègre cinq titres bonus.
Il est également connu pour être un boxeur amateur (entre 1976 et 1980) et un surfer averti. Il a réalisé lui-même les  jaquettes de ses albums Mr. Lucky et Live At The Fillmore ; il a également illustré le livret de certains de ses disques, comme sa compilation.

## Discographie

### Albums studio
- 1985 : Silvertone
- 1987 : Chris Isaak
- 1989 : Heart Shaped World
- 1993 : San Francisco Days
- 1995 : Forever Blue
- 1996 : Baja Sessions
- 1998 : Speak of the Devil
- 2002 : Always Got Tonight

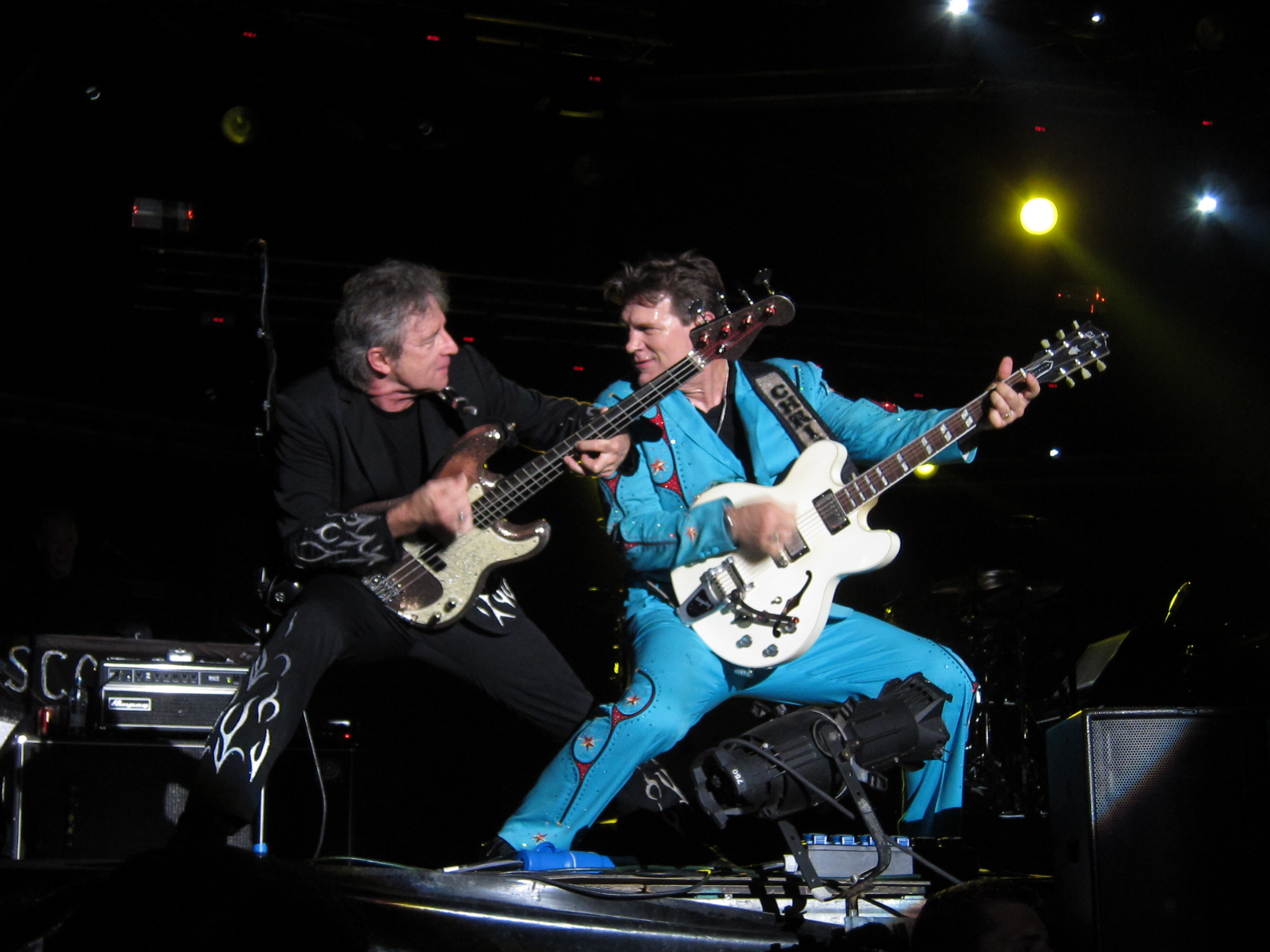
Chris Isaak en Espagne en 2010.

- 2004 : Christmas (album de chansons de noël)
- 2009 : Mr. Lucky
- 2011 : Beyond The Sun (double album)
- 2015 : First Comes The Night

### Albums live
- 1995 : Live from Bimbo's 365 Club in San Francisco
- 2005 : Soundstage Presents Chris Isaak
- 2008 : Live in Australia (Enregistré en 2006)
- 2010 : Live At The Fillmore (Enregistré en 2008)
- 2017 : Mr Lucky in Spain

### Compilations
- 1991 : Wicked Game
- 2000 : 3 for One
- 2006 : Best of Chris Isaak

### Singles
- Dancin'
- Gone Ridin'
- Livin' for Your Lover
- You Owe Me Some Kind of Love
- Blue Hotel
- Lie to Me
- Heart Full of Soul
- Don't Make Me Dream About You
- Wicked Game
- Blue Spanish Sky
- Can't Do A Thing (To Stop Me)
- San Francisco Days
- Solitary Man
- Two Hearts
- Dark Moon
- Somebody's Crying
- Go Walking Down There
- Graduation Day
- Think of Tomorrow
- Flying
- Please
- Baby Did a Bad Bad Thing
- Let Me Down Easy
- One Day

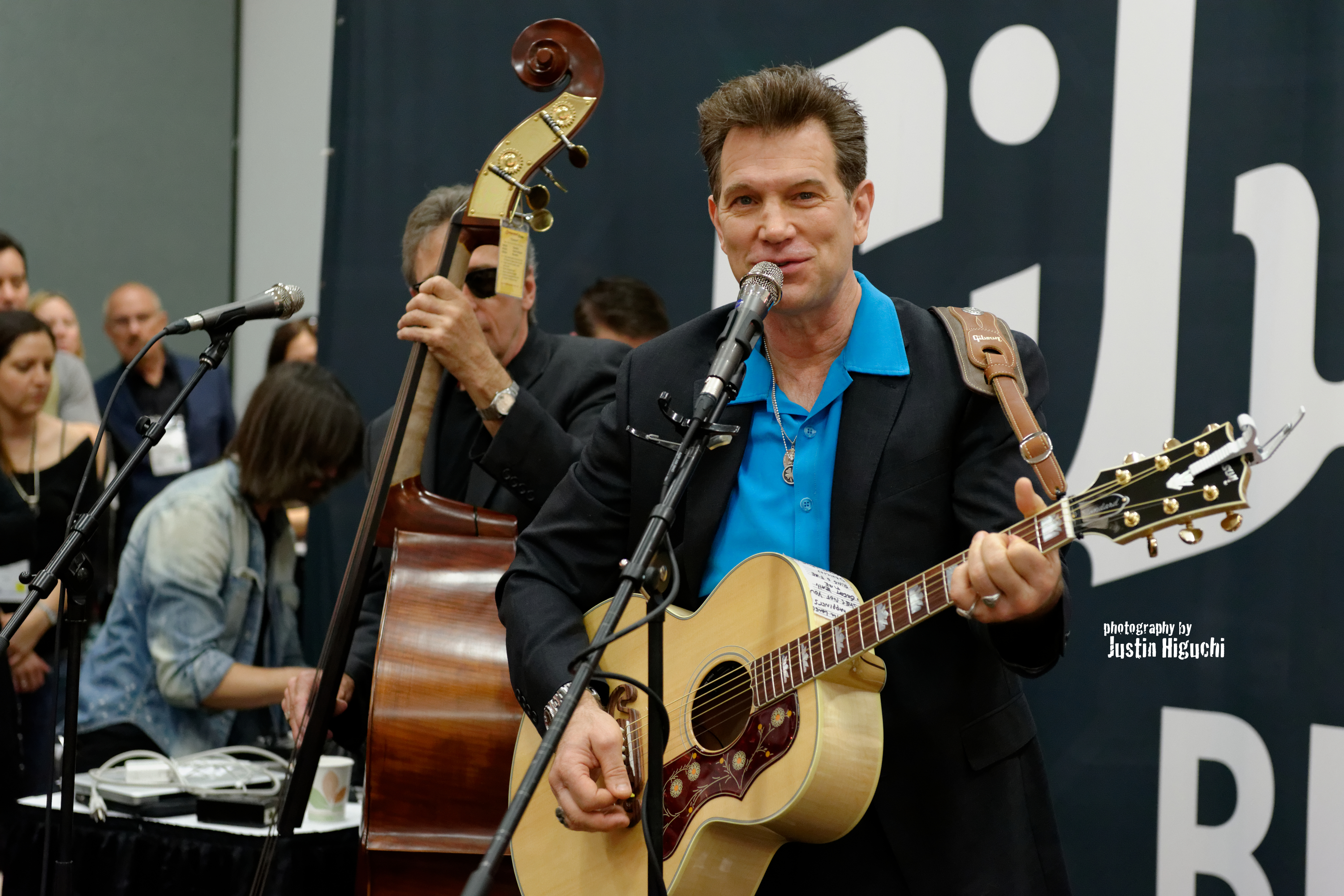
Chris Isaak en Californie en 2014.

- Santa Claus Is Coming to Town (avec Stevie Nicks)
- King Without a Castle
- Let's Have a Party
- I Want You to Want Me
- We Let Her Down
- We Lost Our Way
- You Don't Cry Like I Do
- Breaking Apart (avec Trisha Yearwood) (ce single est la 2e version d'un morceau qu'il avait enregistré auparavant sur l'album Speak of the Devil)
- Please Don't Call

### Participations diverses

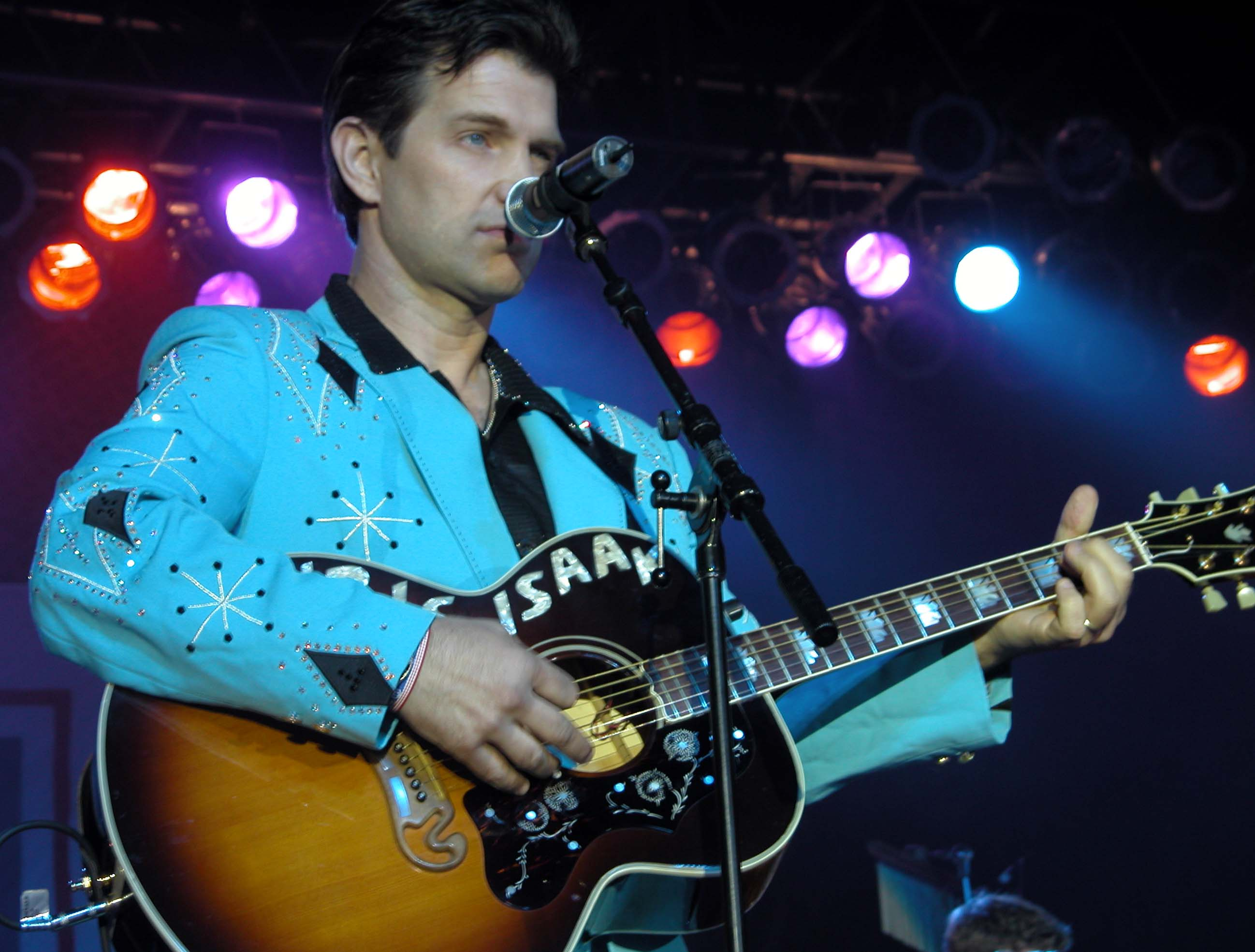
Chris Isaak lors d'un show organisé par la société United Service Organizations en 2003.

- 1986 : Blue Velvet : musique du film (Gone Ridin', Livin' for Your Lover)
- 1990 : Sailor et Lula : musique du film (Wicked Game - version instrumentale, Blue Spanish Sky, In The Heat Of The Jungle
- 1993 : True Romance : musique du film (Two Hearts)
- 1993 : Un monde parfait : musique du film (Dark Moon, The Little White Cloud That Cried)
- 1996 : M. Wrong : musique du film (I'm So Lonesome I Could Cry)
- 1998 : Veuve mais pas trop : musique du film (Suspicion Of Love)
- 1999 : Eyes Wide Shut : musique du film (Baby Did a Bad Bad Thing)
- 2001 : Good Rockin'Tonight : Legacy Of Sun Records (It Wouldn't Be The Same Without You)
- 2003 : Le Sourire de Mona Lisa : musique du film (Besame Mucho)
- 2004 : Esprit libre : musique du film (Life Will Go On)
- 2006 : Last Man Standing avec Jerry Lee Lewis.
- 2007 : Johnny Hallyday, La Cigale : 12-17 décembre 2006 (en duo avec Johnny Hallyday sur Blueberry Hill - album + single promotionnel)[4],[5].
- 2008 : Elvis Viva Las Vegas : musique du film (Love Me Tender)
- 2008 : Tribute to Johnny Cash (Get Rythm, Guess Things Happen That Way)
- 2016 : Pour nos vies martiennes (réédition) d'Étienne Daho : duo sur Don't Leave Me This Way

## Filmographie

### Cinéma
- 1991 : Le Silence des agneaux (The Silence of the Lambs) : un officier du SWAT
- 1992 : Twin Peaks: Fire Walk with Me : Chester Desmond, agent spécial du FBI
- 1993 : Little Buddha : Dean Conrad
- 1996 : That Thing You Do! : l'oncle Bob
- 2004 : A Dirty Shame : Vaughn
- 2008 : Informers : Les Price

### Télévision
- 1996 : Friends (série télévisée), saison 2, épisode 12 : Rob Donnen
- 2014 : Over the garden wall : Enoch